# Aburina sobrina
Aburina sobrina is een vlinder van de familie van de spinneruilen (Erebidae), van de onderfamilie van de Pangraptinae. De wetenschappelijke naam van deze soort is voor het eerst voorgesteld door Heinrich Benno Möschler in een publicatie uit 1887.
De soort komt voor in Gambia, Ghana, Kameroen, Congo-Kinshasa, Oeganda, Kenia en Malawi.